# La Bruja (ensayo)

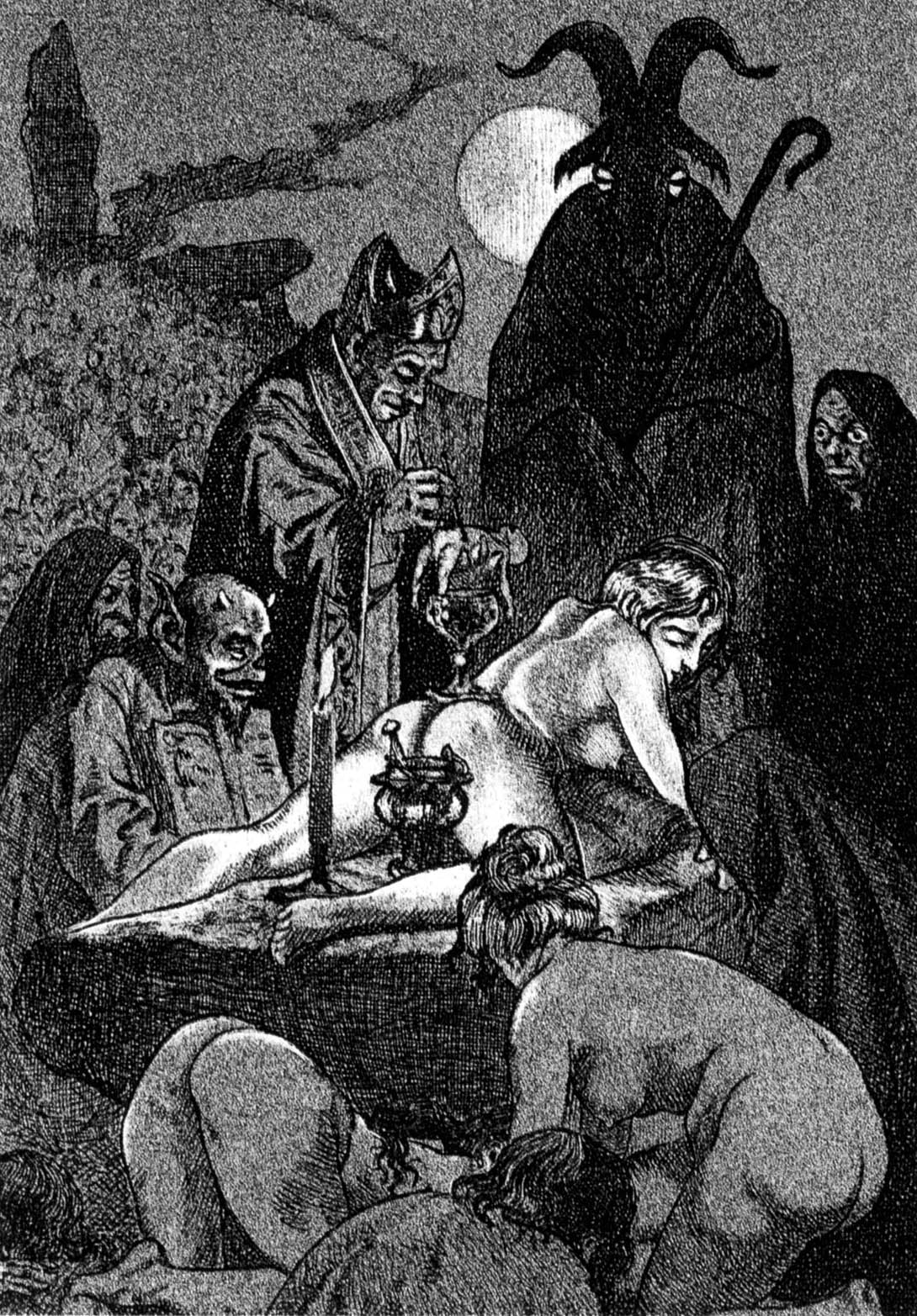
Una ilustración dibujada por Martin Van Maële para una edición de La Bruja de 1911.

La Bruja es un ensayo escrito por Jules Michelet publicado en 1862 en Paris. A través de esta obra se presenta una visión romántica de la brujería.
Se divide el libro en dos partes. La primera consiste en una cuenta imaginativa de la experiencia de algunas brujas medievales, y la segunda trata de una serie de episodios de los juicios europeos de la brujería, como por ejemplo las posesiones de Aix-en-Provence.
En la obra Michelet considera que la brujería evolucionó como una forma de protesta contra el poder y la represión de la iglesia y el feudalismo. 